# 克里斯托弗·道森
克里斯托弗·亨利·道森 FBA（Christopher Henry Dawson 1889年10月12日—1970年5月25日）是一名英國獨立學者，主要研究基督教世界的文化史，出版有《宗教与西方文化的兴起》等著作。

## 生平
他出生於威爾斯布雷克諾克郡瓦伊河畔海伊海伊城堡（Hay Castle）的一個英格蘭鄉紳家庭，在約克郡哈特靈頓長大，曾就讀溫徹斯特公學和牛津大學三一學院，1911年自牛津畢業，獲得二等學位。1930年至36年間，他曾在埃克塞特大學學院任文化史講師，1934年擔任利物浦大學宗教哲學講師，1947年至48年間擔任愛丁堡大學講師，1958年至62年間擔任哈佛大學天主教研究講師。他在1943年被選為英国科学院院士。

## 外部連接
- The Christopher Dawson Society for Philosophy and Culture Inc. （页面存档备份，存于）
- The Christopher Dawson Collection （页面存档备份，存于）
- Rediscovering Christopher Dawson: An Interview with Dr. Bradley J. Birzer （页面存档备份，存于）
- The Achievement of Christopher Dawson （页面存档备份，存于）
- Catholic Authors: Christopher Dawson （页面存档备份，存于）
- Christopher Dawson: The Twofold Nature of Christian History （页面存档备份，存于）
- YouTube上的Gleaves Whitney on Christopher Dawson
- Launch Christopher Dawson Centre, Hobart, Tasmania （页面存档备份，存于）